# 小林海咲 (サッカー選手)
小林 海咲（こばやし みさき、1990年8月21日 - ）は、神奈川県出身の元女子サッカー選手。ポジションはディフェンダー。

## 来歴

### クラブ
日テレ・メニーナから日テレ・ベレーザに昇格。なでしこリーグでは11試合に出場し1得点を決めた。
2014年に伊賀FCくノ一移籍した。2年間在籍したが、怪我等が多く2015年の終わりに25歳で引退した。

### 代表
日テレ・メニーナに所属していた2008年10月、11月にチリで行われるU-20女子ワールドカップに臨むU-20日本代表に選出された。準々決勝を含む3試合にフル出場し、チームはベスト8だった。
2010年6月、7月にドイツで行われるU-20女子ワールドカップに臨むU-20日本代表に再び選出された。グループステージ3試合目のイングランド戦にフル出場し、3-1で大会初勝利を挙げたが、グループステージ敗退となった。

## 代表歴
- U-20日本代表
  - 2008 FIFA U-20女子ワールドカップ; ベスト8（3試合出場）
  - 2010 FIFA U-20女子ワールドカップ; グループステージ敗退（1試合出場）